# Кулінарія

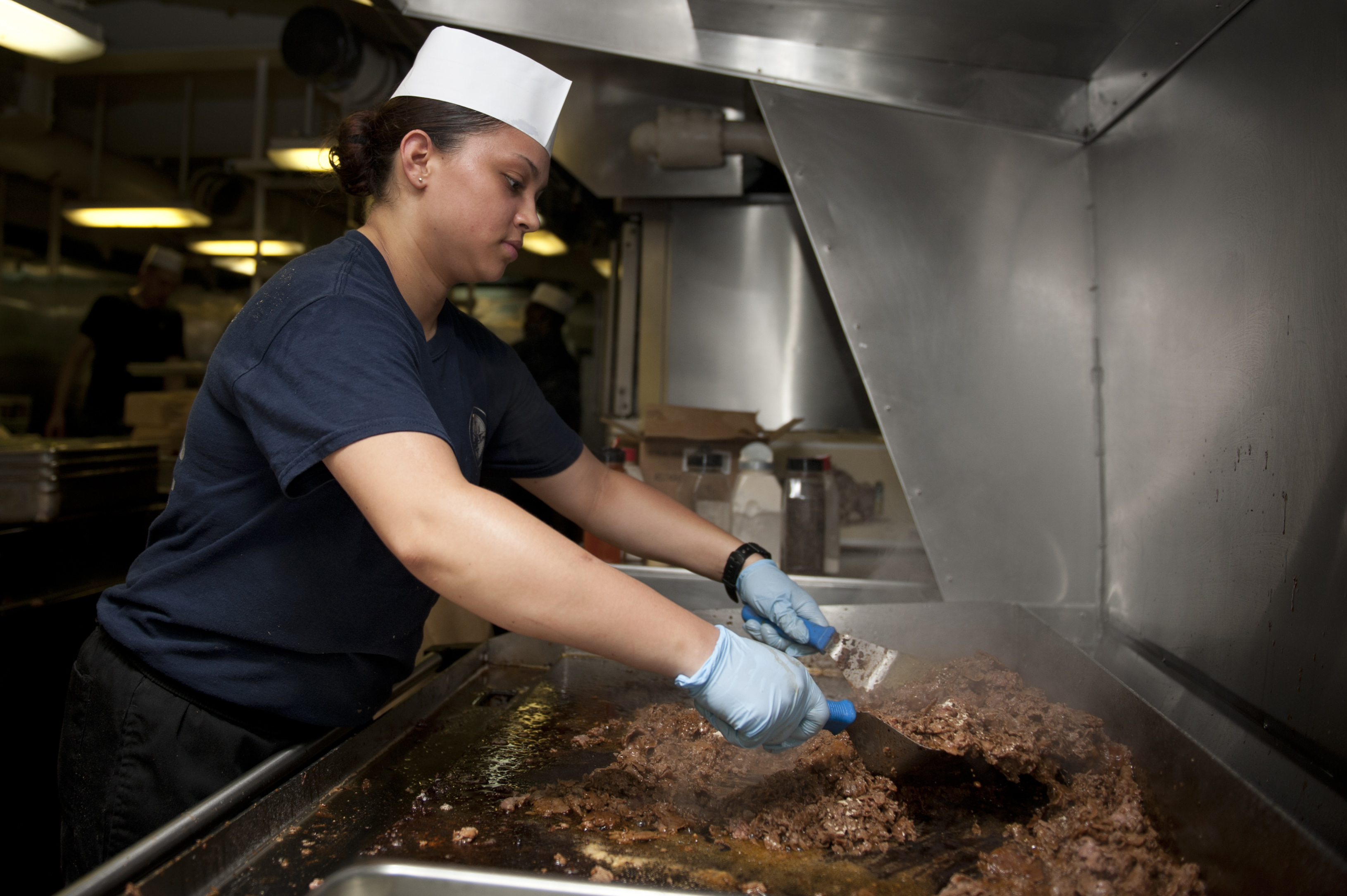
Смаження стейку.

Кулінáрія — мистецтво приготування їжі, куховарство; приготовлена їжа.  Слово «кулінарія» походить від лат. «culina» — кухня й означає кухонна або кухарська справа.

## Загальний опис
Технологія приготування їжі є спеціальною дисципліною, яка вивчає способи обробки харчових продуктів і приготування страв та кулінарних виробів. Складається з техніки приготування, технічного забезпечення та рецептів. Дотримання певних правил із приготування їжі називають технологією. Сукупність найпопулярніших страв народу чи країни називають кухнею, яка відображає основні традиції, культуру та економіку.

## Інгредієнти. Хімічний склад харчових продуктів
Більшість страв є поєднанням різних харчових продуктів тваринного й рослинного походження, хімічно розщеплених на неорганічні (вода, мінеральні речовини) та органічні (білки, жири, вуглеводи, вітаміни, ферменти) речовини. Від їхнього вмісту і кількісного співвідношення залежать хімічний склад, енергетична цінність, колір, смак, запах і властивості харчових продуктів, якість готових страв. Приготування їжі передбачає маніпуляції хімічними властивостями молекул цих інгредієнтів.

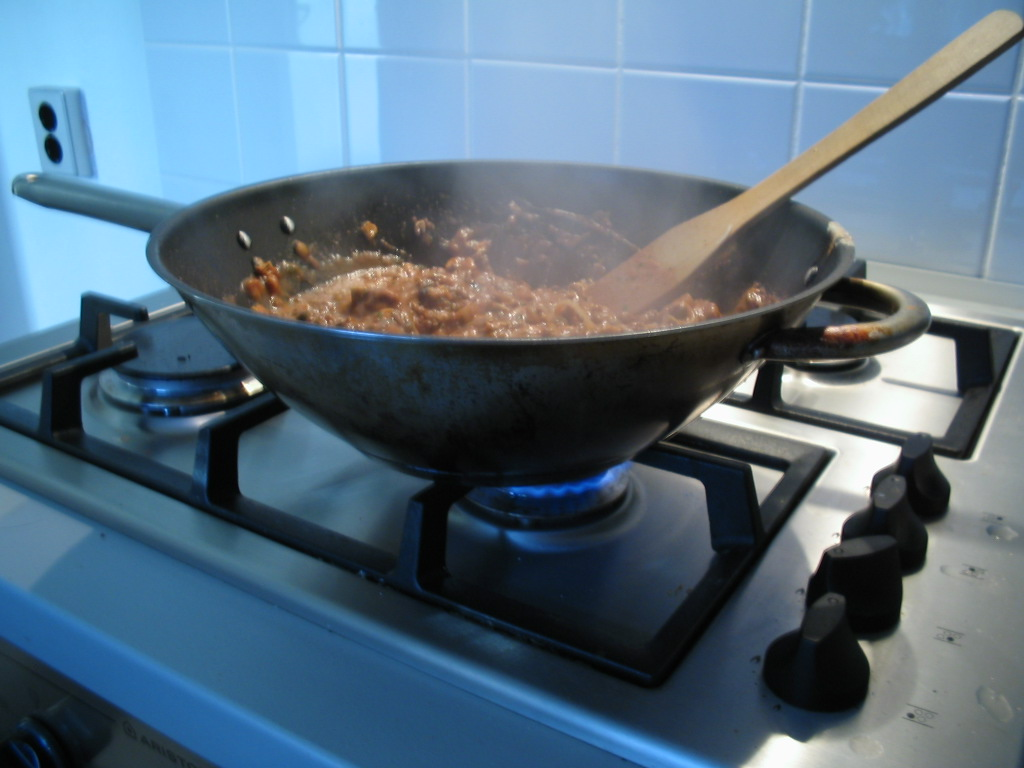
Готування у воку на газовій плиті

Харчові продукти поділяють на готову їжу, напівфабрикати (прикладами напівфабрикатів є борошно, цукор і ін. проміжні товари) та сировину (це харчові продукти (овочі, риба, м'ясо та ін.), які надходять на підприємство і призначені для обробки, виробництва напівфабрикатів і приготування кулінарної продукції).
Детальніше див.: Склад їжі, Їжа тваринного походження, Їжа рослинного походження, Інші інгредієнти органічного походження, Сіль. Прянощі, Харчові добавки

### Первинна обробка продуктів

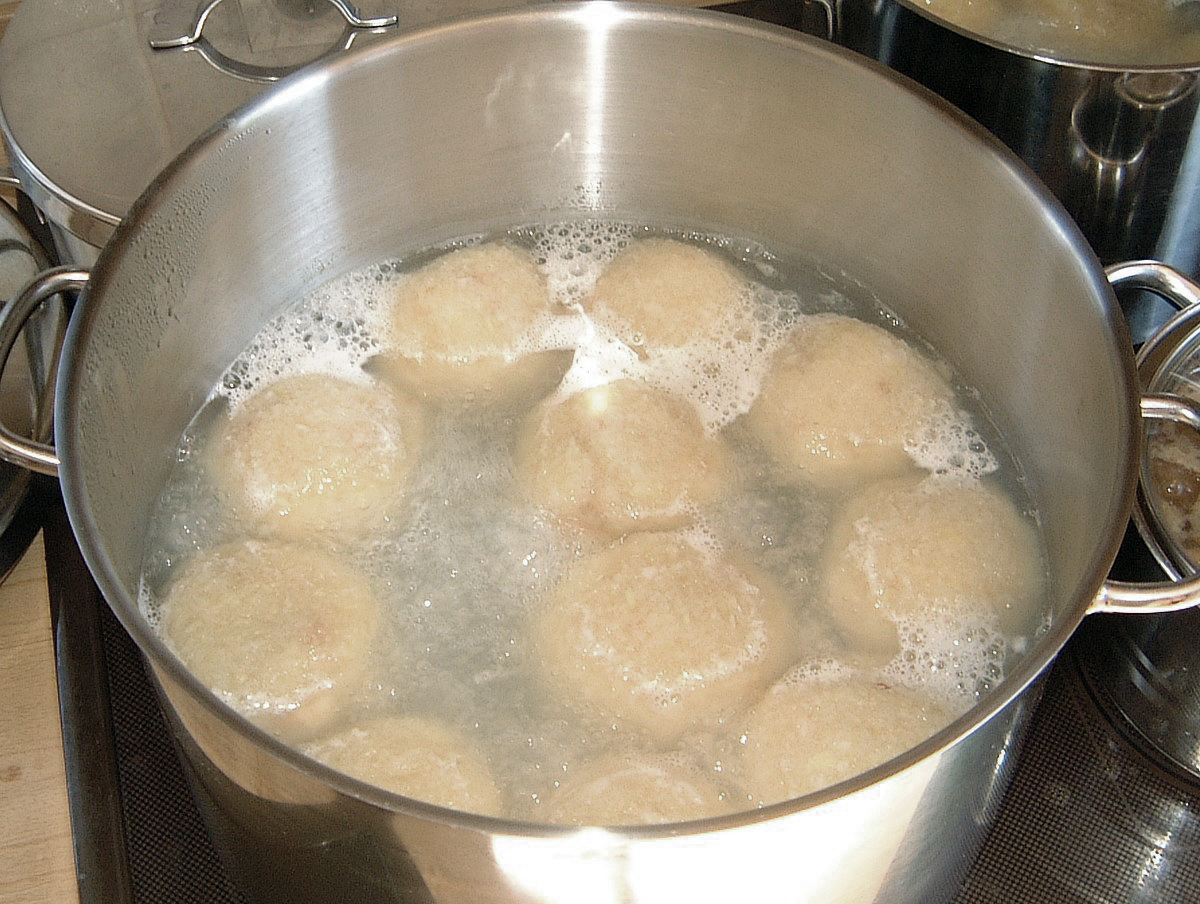
Варіння є одним з основних видів кулінарної обробки в приготуванні їжі.

Основна мета первинної обробки сировини і приготування з неї харчових продуктів — зберегти поживні речовини, забезпечити правильну сумісність окремих інгредієнтів і досягти гарного смаку в результаті використання різних методів і прийомів. Первинній обробці піддаються як продукти рослинного, так і тваринного походження. Механічні методи включають сортування, миття, очищення, нарізку, відбивання, панірування тощо.
Сортування створює можливості раціонально використовувати сировину: одні шматки м'яса краще підходять для смаження, інші — для тушкування; м'які помідори — для соусів, тверді — для салатів тощо.
Миття звільняє продукти від механічних забруднень і зменшує бактеріальне забруднення.
Обчищання видаляє неїстівні частини та сторонні домішки. При первинній обробці риби її обчищають від луски, нутрощів, голів і плавників; м'ясо — від кісток, плівок і грубих сухожиль; овочі — від шкіри, бадилля та ін. Нарізуванням виготовляють напівфабрикати і надають їм відповідної форми залежно від виду страви.
Відбиванням розм'якшує підготовлені напівфабрикати (грубі шматки м'яса, потовщені частини капустяного листя для голубців та ін.), а також надає їм необхідної форми. Панірування (також зване обкатуванням напівфабрикатів у борошні, сухарях або іншій паніровці) допомагає зменшити витікання соку і випаровування води під час смаження, а готові кулінарні вироби мають гарну підсмажену скоринку.
Щоб паніровка краще трималася, напівфабрикати іноді замочують у льєзоні (суміш молока і яєць). Також можлива подвійна паніровка (у борошні, льєзоні та панірувальних сухарях). Перемішуванням застосовують для отримання однорідних мас, наприклад, для замішування тіста, а також під час приготування січеної або котлетної маси та ін. Протирання здійснюється для подрібнення продукту (через сита, ситопросіювачі (грохоти), протиральні машини). Дозування і формування — це процеси приготування їжі відповідно до норм вкладення сировини та виходу готової страви, як визначено у Збірнику рецептур страв та кулінарних виробів для громадського харчування. Дозування — це процес поділу продукту на порції, а формування означає надання їм відповідної форми. Збивання застосовуть для отримання продуктів з різним ступенем пишності (білкові креми, збиті вершки, муси). Залежно від виду продукту, Просіювання також використовують для дрібних круп, борошна, замочування — для сушених грибів, овочів і фруктів.

### Види термічної кулінарної обробки

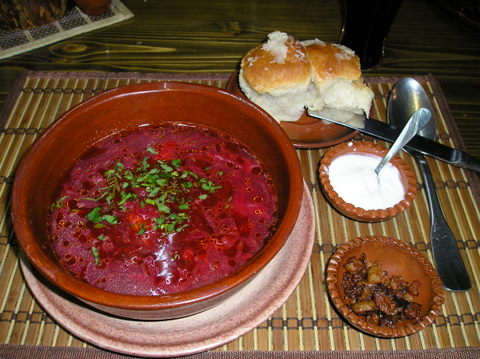
Борщ з пампушками

Способи теплової кулінарної обробки поділяються на два основні види:
Ва́рення — процес нагрівання продуктів до температури 100°С у рідкому середовищі або готування на па́рі.
Сма́ження — приготування їжі за допомогою нагрівання продукту в олії та інших жирних продуктів.
Крім основних видів, існують також комбіновані способи теплової обробки, які використовують для надання продуктам особливого смаку, аромату, соковитості, а також для їх розм'якшення:
Тушкування — припускання попередньо обсмажених продуктів з додаванням прянощів і приправ. Як рідину використовують бульйон або соус. Їжа тушкується у закритому посуді. Тушкування використовують для приготування продуктів, які не розм'якшуються при смаженні.
Запікання — приготування їжі з допомогою духовки, печі, мікрохвильової печі, з метою доведення до кулінарної готовності й утворення добре підсмаженої скоринки. Запікання використовують для сирих продуктів, а також тих, що пройшли попередню теплову обробку.
Варіння з наступним обсмажуванням використовують, коли продукт ніжний і не піддається обсмажуванню (мозок) або коли він жорсткий і не доходить до готовності при смаженні (білоголова капуста, вироби з круп). Цей спосіб теплової кулінарної обробки також використовують у лікувальному харчуванні. Часто його використовують для обсмажування картоплі, щоб надати їй особливого смаку.
Допоміжні способи теплової кулінарної обробки:
Пасерування — короткочасне обсмажування продукту з жиром або без нього перед наступною тепловою обробкою.
Бланшування (обшпарювання) — короткочасне (від 1 до 5 хвилин) ошпарювання продукту окропом або парою з наступним обполіскуванням холодною водою.
Обсмалювання здійснюють, використовуючи газові пальники, для спалювання шерсті, волосків на поверхні продуктів, які обробляють.
В'ялення — форма консервування.
Копчення — форма консервування.
Детальніше див.: Основні способи і прийоми приготування їжі, Гігієна приготування їжі

## Основні типи страв
- Холодні страви, Закуска, Салат
- Перші страви
- Основні страви
- Гарнір
- Десерт
- Напої

Детальніше див.: Класифікація страв, Смакові відчуття та інші показники якості їжі, Гігієна приймання їжі. Правила поведінки за столом, Гіперчутливості при харчуванні

## Домашня і комерційна кухня
Традиційно домашнє приготування їжі було неформальним процесом, який проводили вдома або біля спільного вогнища, і ним могли насолоджуватися всі члени сім'ї, хоча в багатьох культурах головну відповідальність несуть жінки. Приготування їжі також часто здійснюється за межами особистих приміщень, наприклад, у ресторанах чи школах. Пекарні були однією з найперших форм приготування їжі поза домом, і пекарні в минулому часто пропонували приготування їжі в горщиках, наданих клієнтами, як додаткову послугу. У наш час фабричне приготування їжі стало звичайним явищем, коли багато «готових до вживання», а також «готових до приготування» продуктів готують на фабриках, а домашні кухарі використовують власну суміш, і продукти фабричного виробництва разом, щоб приготувати їжу. Встановлено, що поживна цінність більшої кількості комерційно приготованих продуктів є нижчою від продуктів домашнього приготування. Інгредієнти при домашньому приготуванні отримані безпосередньо, тому існує контроль над автентичністю, смаком і харчовою цінністю. Таким чином, чудова поживна якість домашньої кухні може відігравати певну роль у запобіганні хронічним захворюванням.
«Домашня кухня» може асоціюватися з комфортною їжею, а деякі комерційно вироблені харчові продукти та ресторанні страви представлені через рекламу чи упаковку як «домашні», незалежно від їх фактичного походження. Ця тенденція почалася в 1920-х роках і пов'язана з тим, що люди в міських районах США хотіли їсти по-домашньому, незважаючи на те, що їхній графік і менша кухня ускладнювали приготування їжі.

## Національні кухні
Кулінарія — одна з найменш ізольованих частин національної культури. Більше того, кулінарія — інструмент інтерналізації світу — так український борщ і вареники, грузинські шашлики, азербайджанська долма, японські суші, швейцарське фондю, іспанська паелья, французькі жаб'ячі лапки, італійські карпаччо й піца, американські гамбургери, східна шаурма й багато інших національних страв стали інтернаціональними, розповсюджені по всій планеті.
- Українська кухня має давні традиції і отримала світове визнання[15]
- Грузинська кухня характерна застосуванням певних продуктів, розповсюджених тільки на Кавказі, і, як наслідок, наявність певних страв, популярність яких отримала всесвітнє визнання.[16]
- Польська кухня є результатом багатьох, головним чином європейських впливів — у першу чергу — від сусідів — українців, німців, інших народів, а також має цілий ряд своїх суто польських характерних страв, зокрема картопляну запіканку.[17]

Докладніше дивись: Національні кухні

### Деталізація джерел
1. 1 2 3  Кулінарія // Словник української мови : в 11 т. — Київ : Наукова думка, 1970—1980.
2. 1 2 3  Великий тлумачний словник сучасної української мови (з дод. і допов.) / Уклад. і голов. ред. В. Т. Бусел. — К.; Ірпінь: ВТФ «Перун», 2005. — 1728 с. ISBN 966-569-013-2 (стор.: 595) Кулінарія/Доступ
3. ↑  Кухарство // Словник української мови : в 11 т. — Київ : Наукова думка, 1970—1980.
4. ↑  Кухонний // Словник української мови : в 11 т. — Київ : Наукова думка, 1970—1980.
5. 1 2 3 4 5 6  Шумило Г. І. Технологія приготування їжі: Навчальний посібник. — К.: «Кондор». — 2008. — С. 9—24. — 506 с.
6. ↑  Стахмич Т. М., Пахолюк О. М. Кулінарне мистецтво : Підручник: У 2 кн. — К.: Грамота, 2008. ISBN 978-966-349-131-8 

Кн. 1: Технологія приготування їжі / Т. М. Стахмич, О. М. Пахолюк. — 2008. — 496 с. : іл. ISBN 978-966-349-132-5
7. 1 2 3 4  Українська кухня. Підручник. — Вид. 2-ге, перероб. та доп. / В. С. Доцяк. — Львів: Оріяна-Нова, 1998. — С. 163—168. — 558 с. — ISBN 5-8326-0062-2.
8. ↑  Варення // Словник української мови : в 11 т. — Київ : Наукова думка, 1970—1980.
9. 1 2  В'ялення // Словник української мови : в 11 т. — Київ : Наукова думка, 1970—1980.
10. ↑  ackson, Cecile (2013). Men at Work: Labour, Maculinities, Development. New York: Routledge. p. 225.
11. ↑  Lin, Biing-Hwan; Guthrie, Joanne. «Nutritional Quality of Food Prepared at Home and Away From Home, 1977—2008». www.ers.usda.gov. U.S. Department of Agriculture. Archived from the original
12. ↑  Soliah, Lu Ann Laurice; Walter, Janelle Marshall; Jones, Sheila Ann (1 March 2012). «Benefits and Barriers to Healthful Eating What Are the Consequences of Decreased Food Preparation Ability?». American Journal of Lifestyle Medicine. 6 (2): 152—158. CiteSeerX 10.1.1.1026.8612. doi: 10.1177/1559827611426394. ISSN 1559-8276. S2CID 71797396.
13. ↑  Jones, Michael Owen; Long, Lucy M. (14 April 2017). Comfort Food: Meaning and Memories. Univ. Press of Mississippi. ISBN 978-1-4968-1086-1.
14. ↑  Barbas, Samantha (Fall 2002). «Just Like Home: „Home Cooking“ and the Domestication of the American Restaurant[недоступне посилання]». Gastronomica. 2 (4): 43–52. doi: 10.1525/gfc.2002.2.4.43. JSTOR 10.1525/gfc.2002.2.4.43.
15. ↑  Українська кухня та її традиції. Архів оригіналу за 4 листопада 2016. Процитовано 3 листопада 2016.
16. ↑  Н. М. Н. «Грузинскія кушанья, варенья и разныя приготовленія». — Тифлис: типография Е. И. Хеладзе, 1898 (2-е издание).
17. ↑  Kuchnia polska. Maria Librowska (red.). Warszawa: Państwowe Wydawnictwo Ekonomiczne, 1982. ISBN 83-208-0275-X.